# Baccha okadomei
Baccha okadomei är en tvåvingeart som beskrevs av Violovitsh 1976. Baccha okadomei ingår i släktet nålblomflugor, och familjen blomflugor. Inga underarter finns listade i Catalogue of Life.